# Tony Daley
Pour les articles homonymes, voir Daley.
Anthony Mark Daley est un footballeur anglais né le 18 octobre 1967 à Birmingham.

## Carrière
- 1985-1994 : Aston Villa  Angleterre
- 1994-1998 : Wolverhampton Wanderers  Angleterre
- 1998-1999 : Watford  Angleterre
- 1998-1999 : Walsall  Angleterre
- 1999-2003 : Forest Green Rovers  Angleterre

## Palmarès
- 7 sélections et 0 but avec l'équipe d'Angleterre entre 1991 et 1992.